# Heliophanus equester
Heliophanus equester är en spindelart som beskrevs av Koch L. 1867. Heliophanus equester ingår i släktet Heliophanus och familjen hoppspindlar. Inga underarter finns listade i Catalogue of Life.